# James A. Roe
James A. Roe Sr. (ur. 9 lipca 1896 w Flushing w Queens, zm. 22 kwietnia 1967 w Hollywood) – amerykański polityk, członek Partii Demokratycznej.

## Działalność polityczna
W okresie od 3 stycznia 1945 do 3 stycznia 1947 przez jedną kadencję był przedstawicielem 5. okręgu wyborczego w stanie Nowy Jork w Izbie Reprezentantów Stanów Zjednoczonych.